# Arsen Harutiunjan
Arsen Kareni Harutiunjan (armeniska: Արսեն Կարենի Հարությունյան), född 22 november 1999 i Masis, är en armenisk brottare som tävlar i fristil.

## Karriär
Vid EM 2019 i Bukarest tog Harutiunjan guld i 61 kg-klassen efter att ha besegrat georgiske Beka Lomtadze. Vid EM 2020 i Rom tog han brons i 61 kg-klassen efter att ha besegrat grekiske Georgios Pilidis.
Harutiunjan tävlade för Armenien vid olympiska sommarspelen 2020 i Tokyo, där han blev utslagen i åttondelsfinalen i 57 kg-klassen. Vid VM 2021 i Oslo tog Harutiunjan brons i 61 kg-klassen efter att ha besegrat indiske Ravinder Dahiya.
Under 2022 tog Harutiunjan sitt andra EM-guld i 61 kg-klassen vid EM i Budapest och sitt andra raka VM-brons vid VM i Belgrad. 2023 tog han sitt tredje EM-guld i 61 kg-klassen vid EM i Zagreb och tog ett brons i 57 kg-klassen vid VM i Belgrad.